# جبران‌گر

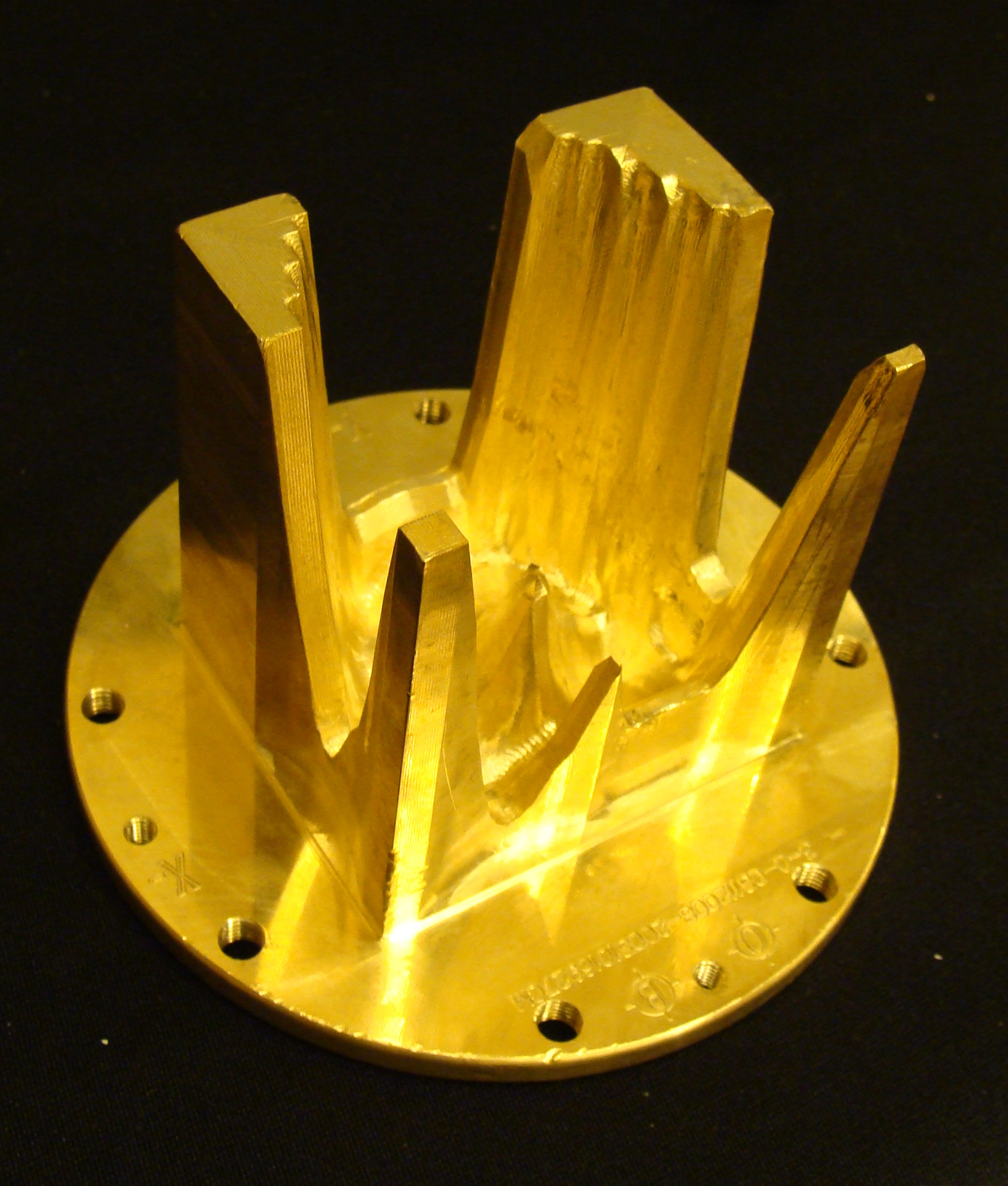
یک جبران کننده ساخت شرکت دسیمال در آمریکا.

جُبران‌گَر یا کمپنساتور (به انگلیسی: compensator) نوعی ابزار پیشرفته برای به دلخواه شکل دادن پرتوهای درمانی در رادیوتراپی است.
این تکنیک در پرتودرمانی با شدت مدوله شده مشهور به IMRT کاربرد اصلی خود را دارد.
در سال‌های اخیر از این تکنیک در روش IMRT با کمک الگوریتم‌های با دز بهینه شده (به انگلیسی: dose optimization algorithms) استفاده شده‌است.